# Kerncentrale Brunsbüttel
Kerncentrale Brunsbüttel (KKW Brunsbüttel) ligt in de gemeente Brunsbüttel aan de monding van de river de Elbe.
In 2007 werd de centrale stilgelegd vanwege technische problemen en is sindsdien niet meer in gebruik genomen. In 2011 is besloten de centrale definitief niet meer op te starten. De centrale had één kokendwaterreactor (BWR).
| Reactorblok | Reactortype | Vermogen | Begin bouw | Inbedrijfname | Stillegging |
| ----------- | ----------- | -------- | ---------- | ------------- | ----------- |
| Brunsbüttel | BWR         | 771 MW   | 1970       | 1977          | 2011        |

## Zie ook

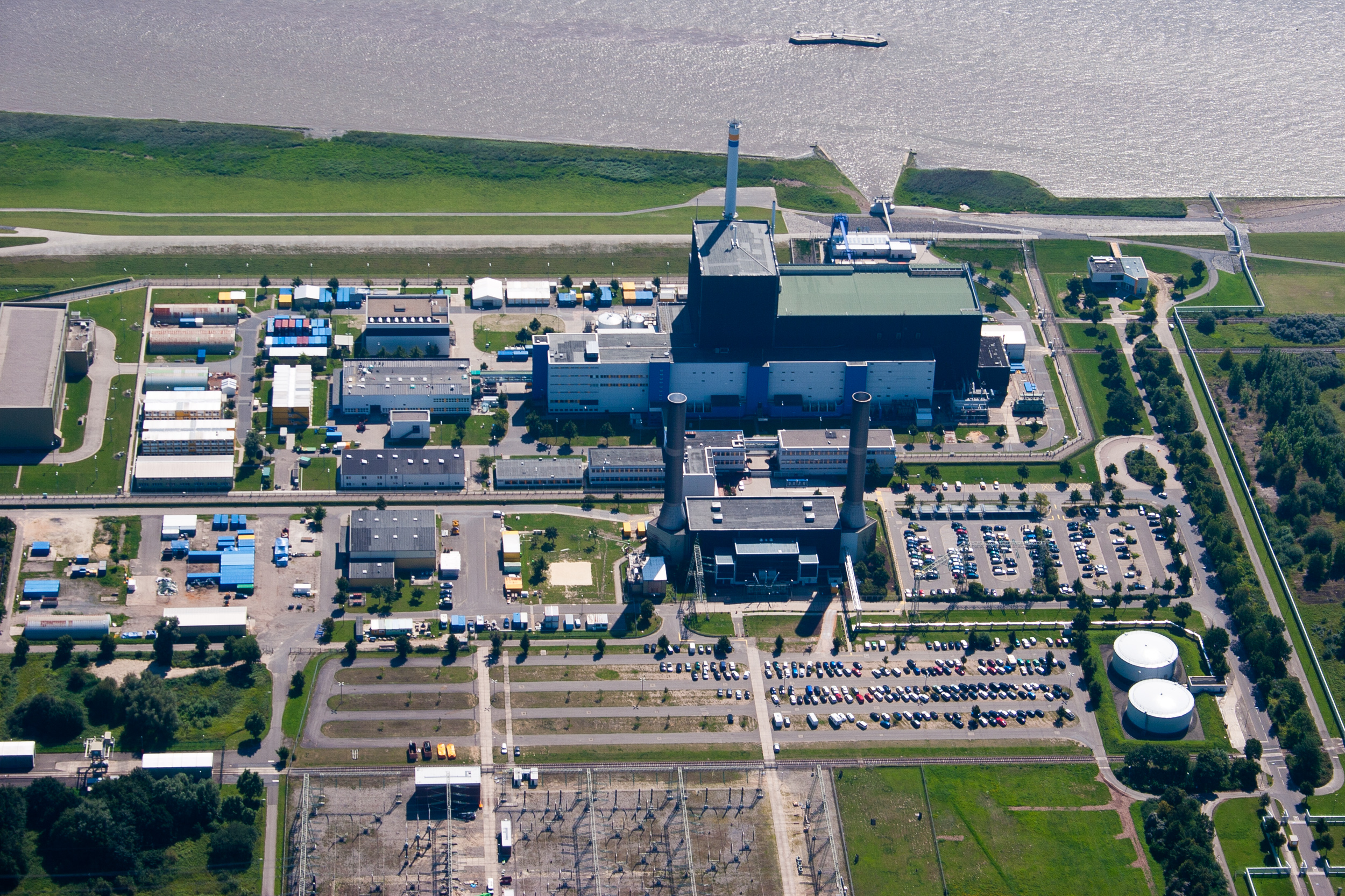
luchtfoto van kerncentrale Brunsbüttel in 2011